# Old Ausable Channel
Old Ausable Channel är en strömfåra i Kanada.   Den ligger i provinsen Ontario, i den sydöstra delen av landet, 600 km sydväst om huvudstaden Ottawa.
Trakten runt Old Ausable Channel består till största delen av jordbruksmark. Runt Old Ausable Channel är det ganska tätbefolkat, med 52 invånare per kvadratkilometer.